# シェルニ
シェルニ（イタリア語: Scerni）は、イタリア共和国アブルッツォ州キエーティ県にある、人口約3,200人の基礎自治体（コムーネ）。

## 地理

### 位置・広がり

#### 隣接コムーネ
隣接するコムーネは以下の通り。
- アテッサ
- ジッシ
- モンテオドリージオ
- ポッルトリ

## 行政

### 分離集落
シェルニには、以下の分離集落（フラツィオーネ）がある。
- Annunziata, Bardella, Colle Breccioli, Caltrucci, Cerase, Colle Marrollo, Colle Orzo, Fontenuova, Piano dei Fiori, Ragna, San Giacomo, Torrone, Tratturo